# Washington Capitols 1946-1947
La stagione 1946-47 dei Washington Capitols fu la 1ª nella BAA per la franchigia.
I Washington Capitols vinsero la Eastern Division con un record di 49-11. Nei play-off persero la semifinale con i Chicago Stags (4-2).

## Roster
| N°    | Naz.                   | Ruolo | Sportivo         | Anno | Alt. | Peso |
| ----- | ---------------------- | ----- | ---------------- | ---- | ---- | ---- |
|       | Stati Uniti (bandiera) | A     | Ben Goldfaden    | 1913 | 185  | 84   |
| 4     | Stati Uniti (bandiera) | G     | Marty Passaglia  | 1919 | 185  | 77   |
| 10    | Stati Uniti (bandiera) | G     | Bob Feerick      | 1920 | 191  | 86   |
| 12    | Stati Uniti (bandiera) | C     | John Mahnken     | 1922 | 203  | 100  |
| 14-23 | Stati Uniti (bandiera) | G     | Fred Scolari     | 1922 | 178  | 82   |
| 15    | Stati Uniti (bandiera) | G     | Ken Keller       | 1922 | 185  | 82   |
| 15-22 | Stati Uniti (bandiera) | A     | Irv Torgoff      | 1917 | 188  | 87   |
| 16    | Stati Uniti (bandiera) | A     | Johnny Norlander | 1921 | 191  | 82   |
| 17    | Stati Uniti (bandiera) | AC    | Bones McKinney   | 1919 | 198  | 84   |
| 18    | Stati Uniti (bandiera) | AC    | Al Negratti      | 1921 | 191  | 91   |
| 19    | Stati Uniti (bandiera) | C     | Bob Gantt        | 1922 | 193  | 93   |
| 19    | Stati Uniti (bandiera) | A     | Gene Gallette    | 1919 | 188  | 93   |
| 21-6  | Stati Uniti (bandiera) | G     | Buddy O'Grady    | 1920 | 180  | 73   |
| 22    | Stati Uniti (bandiera) | A     | Al Lujack        | 1920 | 191  | 100  |

## Staff tecnico
- Allenatore: Red Auerbach